# シトロエン・スルボル
スルボル（Citroën Survolt）は、シトロエンが2010年のフランクフルトモーターショーで発表したコンセプトカーであり、電気自動車のレーシングカーである。DSオートモビルズブランドの車として扱われることもある。 

## 概要
スルボルは、2009年のフランクフルトモーターショーで発表された初期の電気コンセプトカー、シトロエン・リボルテをベースにしたフルサイズのレーシングカーである。バッテリーで動作する電気自動車であり、ゼロ・エミッション車として分類される。

## デザイン
フロントは大きな楕円形のグリルの上に車両のバッジが前面に配置されたデザインが特徴である。また、従来のフィラメント電球よりも消費電力が低い水平型LEDヘッドランプが搭載されている。リアには、ダウンフォースを増加させるスポイラーを備えている。
ガルウィングドアを採用しており、チューブラーシャシーと超軽量カーボンファイバーボディで構成されている。
スルボルをベースにしたアートカーは、2010年11月にフランスのコンテンポラリーアーティスト、フランソワーズ・ニエリーの協力によりデザインされた。

## パワートレイン
スルボルは、合計出力300bhp (220kW) の1対の電気モーターによって駆動する。最高速度は260km/hで、0～100km/hまでには5秒未満で加速できる。シトロエンは、このバッテリーの航続距離は200kmであると発表しており、専用ソケットの急速チャージャーで2時間、220Vコンセントで10時間で充電できる。

## モータースポーツ
スルボルは、2010年7月10日にル・マン・クラシックにて初めてデモ走行した。このとき、レーシングドライバーのバニーナ・イクスが最初にハンドルを握った。
スルボルが実際に生産されるかどうかは確認されていないが、シトロエンがこの車をベースにしたコンパクトサイズのコンセプトを限定生産し、ワンメイクレーシングシリーズを開始したいとの噂がある。

## メディア出演
スルボルはいくつかのゲーム作品に収録されたことがある。モバイルゲームでは、ゲームロフトのアスファルトシリーズやGTレーシング2:リアル カーエクスペリエンスに登場する。ほかにも、PS4作品のDRIVECLUBからも無料ダウンロードコンテンツとして入手できる。
イギリスの自動車情報番組「トップ・ギア」は、ある有名なテストコースでこの車を運転し、乗り降りが非常に難しいという点を除いて、高い評価を与えた。